# 崔皋
崔皋（？—？），籍贯、世系均不详，唐文宗时期的九品卫佐。
唐文宗为庄恪太子李永选妃时，朝廷大臣的女儿们都进入了挑选名单之中，朝廷内外因此动荡不安。唐文宗得知后对宰相郑覃说：“我希望为太子求娶你们荥阳郑氏有礼教的女子为妻，講出來時你們卻像种田的农夫一樣驚嚇得齁齁喘氣！听说朝廷大臣都不愿与我联姻，这是為甚麼呢？我也是数百年的衣冠士族，怎麼把神堯皇帝的後人，當作不近女色的佛家羅漢呢？”唐文宗于是放弃了选太子妃的计划。不久郑覃把孙女嫁给了崔皋，唐文宗无可奈何地说：“民间缔结婚姻，不计较官品却崇尚门第。我家已做了二百年的天子了，还比不上崔氏和卢氏吗？”
陈寅恪认为李唐数百年的天子门户还比不上山东旧族九品卫佐的崔皋，可以想见山东世族心目中两者社会价值的差距，李唐皇室出自关陇胡汉集团，与山东士族以礼法为门风的家法大有不同，李唐汉化程度较深后，与旧有的士族相比自觉相形见绌，越发仰慕，贵为天子也不能胜过山东世族九品卫佐的崔皋，说明山东旧族的自我高标准并非没有原因。